# 24時間ずっとLOVE
『24時間ずっとLOVE』（原題:Duck Butter）は2018年に公開されたアメリカ合衆国のコメディ映画である。監督はミゲル・アルテタ、主演はアリア・ショウカットとライア・コスタが務めた。本作は日本国内で劇場公開されなかったが、Netflixによる配信が行われている。

## あらすじ
ナイーマとセルジオはクラブで会ってすぐに意気投合した。2人は恋愛で不誠実な相手ばかり引き当てており、そのことへの不満を共に抱えていたのである。運命の相手に巡り会えたと興奮した2人は「これからの24時間、片時も離れることなく一緒に過ごす。ただし、1時間に1回はセックスをする」という素っ頓狂な取り決めをした。2人は「こうすれば、ありのままの自分をさらけ出すことができ、相手に対して完全に誠実になれる。嘘やごまかしだらけの恋愛なんてご免だ」と思っていたが、意に反して、その取り決めが2人の関係を崩壊させることになった。

## キャスト
- アリア・ショウカット - ナイーマ
- ライア・コスタ - セルジオ
- メイ・ホイットマン - エレン
- ホン・チャウ - グロウ
- ケイト・バーラント - キャシー
- リンジー・バージ - ケイト
- クメイル・ナンジアニ - ジェイク
- マーク・デュプラス - マーク
- ジェイ・デュプラス - ジェイ
- ジェニー・オハラ - ナタリー

## 製作
ミゲル・アルテタとアリア・ショウカットが脚本を完成させた時点で、本作は男女のカップルのストーリーになる予定だった。そのため、ショウカットは複数名の男優に出演オファーを出したが、「1時間に1回セックスをするという決まりに従って1日を過ごす」というアイデアに不快感を抱いた者が多く、一向に主演が決まらないという事態に陥った。そのアイデアを受け入れて出演してくれたのはライア・コスタだけであった。そこで、アルテタとショウカットは脚本を同性愛の女性カップルを主人公にしたストーリーに書き換え、コスタを脇役ではなく主演に起用することにした。
本作の主要撮影は2016年9月に9日間かけて行われたが、撮影の大部分は24時間で撮影された。

## 公開・マーケティング
2018年2月21日、Netflixが本作の配信権を獲得したと報じられた。3月21日、本作のオフィシャル・トレイラーが公開された。4月20日、本作はトライベッカ映画祭でプレミア上映された。

## 評価
本作に対する批評家の評価は平凡なものに留まっている。映画批評集積サイトのRotten Tomatoesには34件のレビューがあり、批評家支持率は56%、平均点は10点満点で6.25点となっている。サイト側による批評家の見解の要約は「『24時間ずっとLOVE』には魅力的な主演2人と女性ならではの視点という新鮮な視点があるが、ストーリーが極めて薄っぺらいものであるが故に、長編映画として成立させるのが困難になっている。」となっている。また、Metacriticには17件のレビューがあり、加重平均値は58/100となっている。